# أنكي كيل (أسطورة)
أنكي كيل (بالإنجليزية: Anky - kele)‏ في أساطير الإسكيمو هو رب البحر بين الشوكشي في سيبيريا الشرقية. يحكم على كل مخلوقات البحر، ولكن ليس على أحياء البشر وموتاهم.